# Савченко Владислав Сергійович
Владислав Сергійович Савченко (нар. 4 лютого 2004, Баришівка, Київська область, Україна) — український футболіст, воротар.

## Життєпис
Наародився в Баришівці. У ДЮФЛУ розпочав виступи за ДЮСШ рідного смт. Окрім баришівської команди, у вище вказаному турнірі виступав за «Княжа» (Щасливе), «Скала» (Моршин), «ВІК-Волинь» (Володимир Волинський) та «Волинь».
З 2020 року тренувався з першою командою «Волинню», декілька разів потрапляв до заявки на матч, але на поле не виходив. У професіональному футболі дебютував 22 травня 2021 року в програному (0:2) виїзому поєдинку 23-го туру групи А Другої ліги України проти київської «Оболоні-2». Владислав вийшов на поле в стартовому складі та відіграв увесь матч.